# Kalabond Oval
Das Kalabond Oval ist ein Rugby- und Fußballstadion in der papua-neuguineischen Stadt Kokopo, East New Britain Province. Es ist die Heimstätte der Rugby-League-Mannschaft der Rabaul Gurias sowie den PNG Hunters und der papua-neuguineischen Rugby-League-Nationalmannschaft und hat eine Kapazität von 7.000 Plätzen. Andere Quellen sprechen nur von 3.000 Plätzen. Es steht am Fuß eines aktiven Vulkans, dem Tavurvur.

## Geschichte
2013 war das Stadion Schauplatz eines Spiels zwischen der papua-neuguineischen Rugby-League-Nationalmannschaft und der australischen Rugby-League-Nationalmannschaft. Möglicherweise wurde es 2014 das Heimstadion der PNG Hunters im QLD Cup.
Im Oktober 2014 beheimatete die Anlage die Partien der Fußball-Ozeanienmeisterschaft der Frauen 2014.